# Viviennea zonana
Viviennea zonana là một loài bướm đêm thuộc phân họ Arctiinae, họ Erebidae.